# حلبة سوزوكا

المسار

حلبة سوزوكا (باليابانية: 鈴鹿サーキット) هي حلبة سباق لرياضة المحركات الآلية تقع في مدينة سوزوكا، ميه في اليابان. تقوم بتشغيلها موبيليتي لاند وهي شركة فرعية لهوندا. طاقتها الاستيعابية هي 155000. استضافت جائزة اليابان الكبرى للدراجات النارية وبطولة العالم لسيارات السياحة.